# Radohova
Radohova (cyr. Радохова) – wieś w Bośni i Hercegowinie, w Republice Serbskiej, w gminie Kotor Varoš. W 2013 roku liczyła 236 mieszkańców.